# Catcher

Catcherns position (C) på en basebollplan.

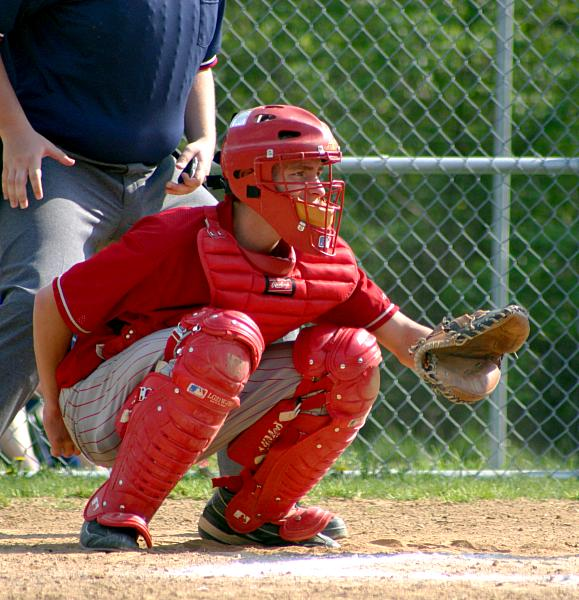
En catcher som väntar på ett kast från pitchern.

Catcher, eller "fångare", är den spelare i baseboll och softboll som står bakom hemplattan och i nedhukande ställning fångar kasten från pitchern.
Genom tecken till pitchern visar catchern vilka olika kast han vill ha, så att han och pitchern kan komma överens om vilken sorts kast som ska komma. Eftersom kasten ibland kommer i hög hastighet, i baseboll upp till 160 kilometer i timmen, så kan det vara bra om catchern vet om pitchern tänker kasta ett rakt snabbt kast, ett kast där bollen svänger nedåt till vänster eller höger eller ett långsamt högt kast till exempel. Om catchern missar bollen och den passerar honom kan innelagets löpare avancera en eller flera baser. Detta kallas wild pitch om det bedöms vara pitcherns fel och passed ball om det bedöms vara catcherns fel.
Catchern har på sig ett antal skyddsattribut eftersom han ibland får hårda kast på sig. Det händer ganska ofta att bollen studsar på slagmannens slagträ och ändrar riktning och kanske träffar catcherns huvud eller kropp eller att bollen studsar på marken så att catchern måste täcka så att bollen inte passerar honom. Catchern har för det första en extra tjock vadderad handske; han har även ansiktsmask och hjälm, ett par benskydd samt en bröstmatta.
Positionen bemannas nästan uteslutande av högerhänta spelare.

## Kända catchers

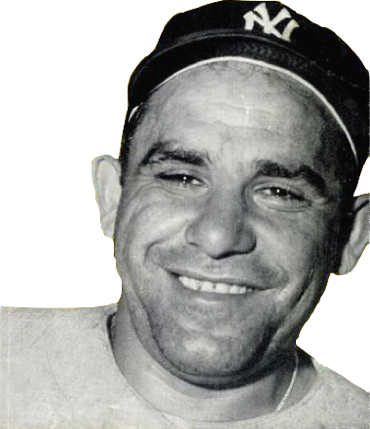
Catchern Yogi Berra 1956.

Följande 20 catchers hade till och med 2024 valts in i National Baseball Hall of Fame:
- Johnny Bench
- Yogi Berra
- Roger Bresnahan
- Roy Campanella
- Gary Carter
- Mickey Cochrane
- Bill Dickey
- Buck Ewing
- Rick Ferrell
- Carlton Fisk
- Josh Gibson
- Gabby Hartnett
- Ernie Lombardi
- Biz Mackey
- Joe Mauer
- Mike Piazza
- Iván Rodríguez
- Louis Santop
- Ray Schalk
- Ted Simmons